# Lamberto Picasso
Lamberto Picasso (21 de octubre de 1880 – 17 de septiembre de 1962) fue un actor y director teatral y cinematográfico de nacionalidad italiana.

## Biografía
Nacido en La Spezia, Italia, pasó su juventud en Génova, donde estudió primero en el instituto técnico. Más adelante cursó estudios teatrales, y en 1902 era actor en pequeñas compañías teatrales. 
Con el tiempo trabajó como primer actor junto a intérpretes del calibre de Irma Gramatica, Antonio Gandusio y Lyda Borelli, actuando bajo la dirección de Virgilio Talli, Flavio Andò y Ermete Novelli. Esto le obligó a mudarse a Roma, donde formó parte de la compañía estable del Teatro Argentina. Allí fundó una compañía propia, La Compagnia dello Spettacolo d'Arte, con la cual produjo obras de un cierto valor.
En 1925 fue convocado por Luigi Pirandello para trabajar en la compañía del Teatro d'Arte de Roma, que tuvo una vida breve. No obstante, Picasso pudo interpretar con ella papeles de éxito como el del padre en Seis personajes en busca de autor, consiguiendo críticas positivas, tanto de la prensa italiana como de la extranjera.
En 1928-1929 dirigió el Teatro d'Arte de Milán, y fue intérprete de personajes de autores como Luigi Chiarelli, Massimo Bontempelli y Ugo Betti. Sin embargo, con el tiempo se hicieron más esporádicas sus actuaciones teatrales, prodigándose más en el cine.
Lamberto Picasso falleció en Roma, Italia, en 1962.

## Filmografía
| - Rinunzia (1914) - La donna nuda, de Carmine Gallone (1914) - La maschera dell'amore, de Ivo Illuminati (1916) - Il canto dell'agonia (1916) - L'avvenire in agguato (1916) - San-Zurka-San (1920) - Il principe idiota (1920) - La rosa, de Arnaldo Frateili (1921) - La mirabile visione (1921) - Il segreto del dottore, de Jack Salvatori (1930) - La donna bianca (1930) - La segretaria privata (1931) - Paradiso, de Guido Brignone (1932) - La voce lontana, de Guido Brignone (1933) - Il trattato scomparso, de Mario Bonnard (1933) - O la borsa o la vita, de Carlo Ludovico Bragaglia (1933) - Le masque qui tombe (1933) - Al buio insieme, de Gennaro Righelli (1933) - Fanny, de Mario Almirante (1933) - La marcia nuziale, de Mario Bonnard (1934) - La città dell'amore, de Mario Franchini (1934) - La signora di tutti, de Max Ophuls (1934) - Quei due, de Gennaro Righelli (1935) - Campo di maggio, de Giovacchino Forzano (1935) - Casta Diva, de Carmine Gallone (1935) - I due sergenti, de Enrico Guazzoni (1936) - Escipión, el africano (Scipione l'Africano), de Carmine Gallone (1937) - Il dottor Antonio, de Enrico Guazzoni (1937) - Jeanne Doré, de Mario Bonnard (1938) - Giuseppe Verdi, de Carmine Gallone (1938) - L'orologio a cucù, de Camillo Mastrocinque (1938) - Ettore Fieramosca, de Alessandro Blasetti (1938) - Diamanti, de Corrado D'Errico (1939) - Terra di nessuno, de Mario Baffico (1939) - Manon Lescaut (1939) | - Ricchezza senza domani (1940) - Oltre l'amore (1940) - Piccolo alpino (1940) - Caravaggio, il pittore maledetto (1941) - Amore imperiale (1941) - Vertigine (1941) - Un garibaldino al convento, de Vittorio De Sica (1942) - La fabbrica dell'imprevisto, de Jacopo Comin (1942) - Noi vivi (1942) - Addio Kira (1942) - Rossini (1942) - La contessa Castiglione (1942) - Pazzo d'amore (1942) - Dente per dente, de Marco Elter (1943) - Calafuria (1943) - Tempesta sul golfo (1943) - Rita da Cascia (1943) - Sant'Elena, piccola isola, de Umberto Scarpelli y Renato Simoni (1943) - Il viaggio del signor Perrichon, de Paolo Moffa (1943) - Non mi muovo (1943) - Nessuno torna indietro (1943) - Non canto più, de Riccardo Freda (1945) - Teheran (1946) - Amanti in fuga (1946) - I fratelli Karàmazov (1947) - Cuore (1948) - Patto col diavolo (1949) - Monastero di Santa Chiara (1949) - Follie per l'opera, de Mario Costa (1949) - Stasera sciopero (1951) - Enrico Caruso, leggenda di una voce (1951) - Messalina (1951) - Gli uomini non guardano il cielo (1952) - Frine, cortigiana d'Oriente (1953) - Nerone e Messalina, de Primo Zeglio (1953) |

## Teatro
- La foresta pietrificata, de Robert Emmet Sherwood, con Anna Magnani, Lamberto Picasso y Augusto Marcacci. Dirección de Anton Giulio Bragaglia, Teatro delle Arti de Roma, 2 de marzo de 1938.
- Ciascuno a suo modo, de Luigi Pirandello, 1928.

## Radio
- EIAR
- Liliom, de Ferenc Molnar, con Lamberto Picasso, Stefania Piumatti y Adolfo Geri. Dirección de Alberto Casella. 13 de enero de 1938.

- RAI
- I corvi, de Henri Becque, con Franco Becci, Lamberto Picasso y Angelo Calabrese. Dirección de Anton Giulio Majano, 13 de marzo de 1950.
- A casa per le sette, de Robert Sheriff, con Lamberto Picasso, Maria Fabbri y Mario Colli. Dirección de Umberto Benedetto, 28 de septiembre de 1953.
- Primo Faust, de Wolfgang Goethe, con Lamberto Picasso, Massimo Turci y Pino Locchi. Dirección de Corrado Pavolini, 9 de marzo de 1955.

## Televisión
- Il processo di Mary Dugan, de Bayard Vellierd, con Claudio Maggioni, Linda Sini y Lamberto Picasso. Dirección de Claudio Fino, 26 de noviembre de 1954.
- Le luci della strada, con Tino Bianchi, Dina Perbellini y Lamberto Picasso. Dirección de Lamberto Picasso, 15 de julio de 1958.